# Раме, Даниэль
Даниэ́ль Раме́ (фр. Daniel Ramée; 1806, Гамбург — 1887, Париж) — французский архитектор периода историзма, реставратор, историк и теоретик архитектуры, переводчик; сын архитектора Жозеф-Жака Раме.

## Биография
Даниэль Раме по материнской линии был родом из немецкой семьи, он усвоил интерес к истории архитектуры и получил начальное архитектурное образование у отца, неоклассического архитектора. В юности сопровождал отца в путешествиях в Северную Америку, Германию и Бельгию. В раннем возрасте Раме помогал отцу, главным образом с публикацией книги «Неправильные сады» (1823) и проектированием садов в Гамбурге и во Франции. Учился архитектуре в Динане и Мезьере, совершил поездки в Италию, Нидерланды и Германию, занимаясь изучением памятников готической архитектуры. Затем жил в Париже, где при короле Луи-Филиппе был членом комиссии исторических памятников Франции и правительственным архитектором; реставрировал многие старинные здания, в том числе собор в Нуайоне, аббатства Сен-Рикье и Сен-Вюльфран (фр. Église Saint-Vulfran d'Abbeville) в Аббевиле и несколько церквей в Нормандии.
Между 1835 и 1845 годами Раме был корреспондентом Комитета по искусству и памятникам (Comité des arts et des monuments), который поручил ему составить опись памятников в Уазе, а затем в Эне (работа не была завершена). В 1839—1850 годах работал «Государственным архитектором», ответственным за содержание и реставрацию зданий в Уазе (в частности, старого собора в Нуайоне) и на Сомме. В 1848—1850 годах был епархиальным архитектором зданий в Бове; в 1848—1850 годах принимал участие в разработке проекта расширения ратуши Этампа.
В 1861 году был уволен с официальных должностей, поскольку мало времени уделял своим должностным обязанностям, и всецело отдался литературе; написал ряд сочинений, относящихся преимущественно к истории архитектуры.

## Научная деятельность
Владея немецким языком, Раме изучал труды немецких историков искусства, таких как Кристиан Людвиг Штиглиц, Карл Отфрид Мюллер и, в особенности, Карл Фридрих фон Румор, чьи работы оказали влияние на его творчество и распространению которых во Франции он способствовал. До конца жизни Раме публиковал переводы немецких текстов, включая первый том «Памятников архитектуры, скульптуры и живописи в Германии» Эрнста Иоахима Фёрстера (1853—1869, в 12 томах) и «Христианские базилики Рима» Христиана фон Бунзена (1842). Помимо немецкого и французского, Раме говорил и читал на английском, итальянском, испанском, голландском, латыни и греческом языках, что позволяло ему удовлетворять свой интерес к таким разнообразным областям знаний, как история, география, история искусств, и особенно архитектура, математика и естественные науки. Его «Руководство по всеобщей истории архитектуры у всех народов» (Manuel de l’histoire générale de l’architecture chez tous les peuples), опубликованное в 1843 году, но задуманное ещё в 1823 году, рассматривает не только западноевропейское искусство, но и менее известные культуры — финикийскую, арабскую, индийскую. Чтобы понять историю архитектуры, писал Раме во введении к «Руководству», нельзя довольствоваться чередой монографий, необходимо связать её со «всеобщей историей человечества и историей каждого народа в отдельности». Поэтому необходимо учитывать «первичную историю человечества, религий, происхождение народов, их миграции, времена и обстоятельства, под влиянием которых заселялась каждая страна». Как и его наставник и друг Людовик Вите, он видел в средневековом искусстве следствие расцвета христианской религии и, прежде всего, эмансипации городских коммун: в XIII веке религиозные памятники возводились уже не монахами, а мирскими архитекторами, объединёнными в масонские гильдии.
С 1860 года Раме начал публиковать новую «Историю архитектуры», которая, хотя и заняла целые параграфы из его «Руководства» 1843 года, содержала новые размышления об эволюции архитектуры, основанные на расовом детерминизме и вдохновлённые трудами лингвистов Эрнеста Ренана (Histoire générale et système comparé des langues sémitiques, 1850) и Августа Фридриха Потта (Die Ungleichheit menschlicher Rassen, 1852), а также «Опытом о неравенстве рас» Артюра де Гобино (1854). Теория архитектуры в изложении Раме основывалась на циклической концепции истории, которая представляла собой медленный упадок изначальной традиции, которую необходимо было заново открыть посредством революции. Греческая античность, XIII век и эпоха Возрождения считаются золотым веком, в то время как последующие периоды — римская античность, конец Средневековья и современная архитектура (искажённая семитскими народами), — железным веком. Стремясь превзойти Франца Куглера и переняв систему изложения его «Истории архитектуры», начатой в 1856 году, Раме, по словам Вернера Самбиена, «стремится к абсолютной научности», стремясь превратить историю архитектуры в новую научную дисциплину.
Даниэль Раме, несмотря на свои теоретические ошибки, принадлежит заслуга того, что он первым попытался составить историю архитектуры, расширенную как в пространстве, так и во времени («архитектурные памятники не забываются»). По убеждению Раме, после эпохи Возрождения искусство вступило в новую фазу упадка. В XVII веке создание Академии привело к исчезновению чувства прекрасного в архитектуре. Однако здания, хотя однообразные и скучные, всё-таки превосходили здания следующего столетия. Однако особое место следует отдать Клоду-Николя Леду. Раме, унаследовавший медные доски гравюр этого выдающегося архитектора, опубликовал их в Париже в 1847 году, представив во втором томе «Архитектуры, рассматриваемой в связи с искусством» (1804).
В то же время Раме посвятил ряд работ популяризации собственного направления. Между 1854 и 1858 годами он опубликовал серию из десяти статей, посвящённых истории архитектуры, в «Nouveau Journal des connaissances utiles». Первые восемь статей представляют собой сжатое изложение его будущей «Всеобщей истории», а последние две предлагают многочисленные советы по проектированию частных домов, которые будут расширены в 1868 году в руководстве «Архитектура и практическое строительство: упрощение для людей со всего мира, студентов и всех, кто хочет строить». В том же году, пока Эжен Виолле-ле-Дюк завершал свой «Словарь-резоне» (Dictionnaire raisonné de l’architecture française du XIe au XVIe siècle), Раме опубликовал «Словарь общих терминов архитектуры» на французском, немецком, английском и итальянском языках, чтобы облегчить чтение иноязычных трудов по архитектуре.
Хотя Раме черпал вдохновение в подходах и работах своих коллег, он, тем не менее, проявил себя новатором в методологии и эволюционных принципах, которые он применял к истории архитектуры как научной дисциплины.

## Основные публикации
- Théorie du dessin linéaire ou Cours de géométrie élémentaire pratique d’après une méthode facile et simple, à la portée des élèves et des gens du monde. Paris : Dopter, s. d. [1840].
- Manuel de l’histoire générale de l’architecture chez tous les peuples, et particulièrement de l’architecture en France au Moyen Âge. Paris : Paulin, 1843, vol. 1 ; vol. 2.
- Le Moyen Âge monumental et archéologique, ou vues des édifices les plus remarquables de cette époque en Europe, avec un texte explicatif exposant l’histoire de l’art d’après les monuments. Introduction générale. Paris : Hauser, 1843.
- Vitet Ludovic et Ramée Daniel. – Monographie de l’église Notre-Dame de Noyon. Paris : Imprimerie royale, 1845, 2 vol.
- Histoire de l’architecture en France, depuis les Romains jusqu’au XVIe siècle, avec l’exposition de ses principes généraux. Paris : A. Franck, 1846.
- L’Architecture de Claude Nicolas Ledoux. Paris : Lenoir, 1847, 2 vol.
- Monuments anciens et modernes, collection formant une histoire de l’architecture des différents peuples à toutes les époques, publié par Jules Gailhabaud avec la collaboration des principaux archéologues. Paris : Firmin-Didot, 1847-1850, 4 vol.
- Profession de foi de M. Daniel Ramée, commençant par ces mots : Liberté, Égalité, Fraternité. Citoyens, je demande l’honneur d’être votre représentant… Paris : Plon, 1848.
- La Rue Jean-Baptiste (de). – Traité de la coupe des pierres. Paris : 3e éd. rev. par D. Ramée, 1857-1858, 2 vol.
- Monographie du château de Heidelberg. Paris : A. Moret, 1859.
- Roguet Félix et Ramée Daniel. – Palais de Fontainebleau. Paris : Bance, 1859.
- Histoire générale de l’architecture. Paris : Amyot, 1860-1862.
- Sculptures décoratives recueillies en France, Allemagne, Italie et Espagne du XIIe au XVIe. Paris : Lévy, 1863.
- Meubles religieux et civils, conservés dans les principaux monuments et musées de l’Europe ; ou, choix de reproduction des plus remarquables spécimens exécutés pendant le cours du Moyen Âge, de la Renaissance et des règnes de Louis XIII, Louis XIV, Louis XV et Louis XVI. Paris : Lévy, 1864.
- Le Palais de l’Exposition universelle au Champs de Mars en 1867. Paris : Librairie scientifique, industrielle et agricole, 1867.
- Dictionnaire général des termes d’architecture en français, allemand, anglais et italien. Paris : C. Reinwald, 1868.
- L’Architecture et la Construction pratiques, mises à la portée des gens du monde, des élèves et de tous ceux qui veulent faire bâtir. Paris : Firmin-Didot, 1868.
- Histoire de l’origine des inventions, découverte et institutions humaines. Paris : Plon, 1875.
- Histoire générale de l’architecture. Paris : Amyot, 1885.
- Recueil de deux cents motifs d’architecture depuis la Renaissance jusqu’à nos jours. Paris : Firmin-Didot, 1886.